# تعاونية العمال
تعاونية العمال هي جمعية تعاونية تعود ملكيتها للعاملين فيها الذين يضطلعون بأمور إدارتها. قد تكون هذه الإدارة على هيئة شركة يشارك فيها كل مالك عامل في عملية صنع القرار بطريقة ديمقراطية، أو قد تشير إلى شركة ينتخب فيها كل مالك عامل الإدارة ولكل منهم صوت واحد.

## تاريخيًا
نشأت تعاونيات العمال خلال الثورة الصناعية جزءًا من الحركة العمالية. شرع العمال في تنظيم الأعمال التجارية والسيطرة عليها بأنفسهم وذلك تزامنًا مع هجرة العمالة إلى المناطق الصناعية وتدهور قطاعات العمل. كان السبب الأبرز لظهور تعاونيات العمال هو «الرد الحاسم على الرأسمالية الصناعية وتجاوزات الثورة الصناعية». جرت تهيئة بعض تعاونيات العمال «للتعامل مع شرور الرأسمالية التي يصعب كبحها وانعدام الأمن في العمل المأجور».
انبثقت الفلسفة المؤيدة للحركة التعاونية من كتابات المفكرين الاشتراكية بما في ذلك روبرت أوين وتشارلز فورييه. جمع روبرت أوين، الذي يراه الكثيرون أب الحركة التعاونية، ثروته من تجارة القطن مع إصراره على أن يكون عماله في بيئة جيدة فضلًا عن منحهم إمكانية الوصول إلى التعليم سواء لأنفسهم أو لأطفالهم. جرى تبني هذه الأفكار وتنفيذها بنجاح في مصانع القطن في نيو لانارك، اسكتلندا، حيث افتُتح أول متجر تعاوني. مدفوعًا بهذا النجاح، اقترح أوين فكرة تشكيل «قرى التعاون» التي تشجع العمال على الخروج من دائرة الفقر بمساعدة أنفسهم، كزراعة طعامهم وصنع ملابسهم الخاصة، ما يعني تمتعهم بالاستقلالية في نهاية المطاف. حاول أوين تشكيل مثل هذه المجتمعات في أوربيستون في اسكتلندا ونيو هارموني، إنديانا في الولايات المتحدة الأمريكية، إلا أن كلا المشروعين فشل.
في أوائل القرن التاسع عشر، نُفذ العديد من التجارب الأولية المماثلة وبحلول عام 1830، كان هناك المئات من الجمعيات التعاونية. طبق ويليام كينغ أفكار أوين على أرض الواقع وجعلها أكثر عملية. كان يؤمن بالبداية المتواضعة وأدرك أن الطبقات العاملة ستحتاج إلى إنشاء تعاونيات لأنفسها، لذلك اعتبر دوره تعليميًا. أنشأ مجلة دورية شهرية بعنوان ذا كو أوبريتر، وصدرت الطبعة الأولى منها في 1 مايو 1828. قدم ذلك مزيجًا من الفلسفة التعاونية والنصائح العملية حول إدارة أي متجر وفقًا لمبادئ التعاونية.

## الحركة الحديثة
تُعتبر جمعية روتشديل للرواد المنصفين أول منظمة تعاونية ناجحة مملوكة للمستهلكين، والتي تأسست في إنجلترا عام 1844. وضع رواد روتشديل «مبادئ روتشديل» التي أداروا جمعيتهم التعاونية وفقًا لها. أصبحت هذه المبادئ أساس تطوير الحركة التعاونية الحديثة ونموها. نظرًا لاتجاه الثورة الصناعية نحو استخدام الآلات والذي أسفر عن دخول الكثير من العمال المهرة في دائرة الفقر، قرر التجار التجمع معًا لفتح متجر خاص بهم يبيعون فيه مواد غذائية لا يمكنهم تحمل تكلفتها.
استفاد التجار من المحاولات السابقة لإنشاء الجمعيات التعاونية ووضعوا ما فشل منها في عين الاعتبار، فوضعوا مبادئ روتشديل المعروفة حتى الان، وعلى مدى أربعة أشهر، عزموا على جمع جنيه إسترليني واحد للفرد بإجمالي 28 جنيه إسترليني من رأس المال. في 21 ديسمبر 1844، افتتحوا متجرهم الذي ضم كميات قليلة من الزبدة والسكر والدقيق ودقيق الشوفان وبعض الشموع. في غضون ثلاثة أشهر، وسعوا دائرة منتجاتهم لتشمل الشاي والتبغ، وسرعان ما اشتهروا بتوفير سلع ذات جودة ممتازة وغير مغشوشة.
تمثل المنظمة الدولية للتعاونيات في الصناعة والخدمات تعاونيات العمال. يتفرع منها منظمتان إقليميتان: الاتحاد الأوروبي للتعاونيات الصناعية والخدمية، والتعاونيات الصناعية والخدمية في الأمريكيتين.

## الوقت الحاضر
عاودت الحركة التعاونية الحالية الظهور في ستينيات القرن العشرين، حيث تطور أغلبها وفقًا لنظام جديد من «الملكية الجماعية» يجري فيه إصدار أسهم القيمة الاسمية على شكل رموز لحقوق التصويت المتساوية. غالبًا ما يمتلك العضو حصة واحدة فقط للمحافظة على روح المساواة. يخضع كل مرشح لفترة من الاختبار والتقييم، وبعد الموافقة على عضوية المرشح، يُمنح سلطة إدارة التعاونية دون «ملكية» بالمعنى التقليدي. في المملكة المتحدة، يُعرف هذا النظام باسم الملكية المشتركة.
ما تزال بعض التعاونيات المبكرة موجودة، وتحذو معظم تعاونيات العمال الجديدة حذوها وتسعى لتطوير روابط برأس المال لتكون أكثر عمقًا منها مقارنة بالنظام السابق لملكية الأسهم.
في الولايات المتحدة، لا يوجد تشريعات محكمة فيما يتعلق بتعاونيات العمال على الصعيد الوطني، ناهيك عن القوانين الفيدرالية، لذلك تتبع معظم تعاونيات العمال قانون تعاونيات المستهلك التقليدية وتحاول تكييفها لتتماشى مع أهدافها. في بعض الحالات، «يمتلك» أعضاء (عمال) التعاونية في الواقع المؤسسة عن طريق شراء حصة تمثل جزءًا صغيرًا من القيمة السوقية للجمعية التعاونية.
في بريطانيا، عُرف هذا النوع من الجمعيات التعاونية تقليديًا باسم تعاونية المنتجين، وعلى الرغم من هيمنة الأنواع الاستهلاكية والزراعية عليها، شكلت كذلك قسمًا صغيرًا خاصًا بها داخل الهيئة الوطنية العليا، عُرف باسم الاتحاد التعاوني. انضمت «الموجة الجديدة» من تعاونيات العمال التي انطلقت في بريطانيا في منتصف سبعينيات القرن العشرين إلى حركة الملكية الصناعية المشتركة على شكل اتحاد منفصل. دعمت الحركات البديلة والبيئية والحملة السياسية لاستحداث فرص العمل هذا القطاع ليبلغ عدد مؤسساته ذروته بنحو 2000 مؤسسة. مع ذلك، تباطأ معدل النمو وتدهور القطاع، وفي عام 2001، اندمج المجلس مع الاتحاد التعاوني (الذي كان الهيئة الاتحادية للتعاونيات الاستهلاكية) لإنشاء تعاونيات المملكة المتحدة، وبالتالي إعادة توحيد القطاع التعاوني.
منذ عام 2006، وضع المجلس التعاوني للعمال في المملكة المتحدة قانون تعاونيات العمال وحدّثه، هذا الكتيب الذي «يحدد ما يجب أن يتوقعه أي عضو في تعاونية العمال وما يجب أن يفعله مع الفريق لتحقيق أهدافه».
في عام 2018، أعلنت شركة غوغل عن منحة قدرها مليون دولار لمجموعة من أدوات تطوير التعاونية في المنصة بالتعاون مع خمس تعاونيات تجريبية، وتعود ملكية جميعها للعمال.

## أبحاث تعاونيات العمال

### الديمومة والمرونة
وفقًا لدراسة تحليلية شملت جميع قطاعات الأعمال التجارية في أوروغواي بين عامي 1997 و2009، لا يتجاوز احتمال إغلاق تعاونيات العمال نسبة 29% في حال السيطرة على بعض المتغيرات كالصناعة. في إيطاليا، يبلغ المعدل الزمني لبقاء التعاونيات المملوكة للعمال التي أنشأها العمال عن طريق شراء شركة تواجه إغلاقًا أو معروضة للبيع مدة ثلاثة أعوام وبنسبة 87%، مقارنة بـ 48% من جميع الشركات الإيطالية. وجدت دراسة أجريت في عام 2012 على تعاونيات العمال الإسبانية والفرنسية أنها «كانت أكثر مرونة من الشركات التقليدية خلال الأزمة الاقتصادية». في فرنسا، يبلغ معدل بقاء تعاونيات العمال مدة ثلاثة أعوام وبنسبة تتراوح بين 80% إلى 90%، مقارنة بالمعدل الإجمالي لبقاء الشركات بنسبة 66%. خلال الأزمة الاقتصادية عام 2008، تزايد عدد العمال في التعاونيات المملوكة للعمال في فرنسا بمقدار 4.2%، بينما انخفض عدد العاملين في القطاعات التجارية الأخرى بمقدار 0.7%.

### استقرار الأجور والتوظيف
وجدت دراسة أجريت في عام 2006 أن أجور تعاونيات العمال في إيطاليا كانت أقل بنسبة تتراوح بين 15% و16% مقارنة بالأجور التي دفعتها الشركات الرأسمالية في المتوسط، فضلًا عن أنها كانت أكثر تقلبًا، بينما كان التوظيف أكثر استقرارًا. بعد التحكم في بعض المتغيرات كالتعليم والعمر والجنس والمهنة والصناعة والموقع وحجم الشركة وتكلفة المستخدم لرأس المال والتكاليف الثابتة والتغيرات في مبيعاتها الحقيقية، تغيرت هذه النسبة لتصبح 14%. يجادل الباحثون أن هذا قد يُعزى إلى احتمال تخفيض تعاونيات العمال الأجور أكثر من الشركات الرأسمالية بدلًا من تسريح الموظفين خلال الفترات التي يمر الاقتصاد خلالها بالعديد من الصعوبات، أو لأن العمال التعاونيين قد يكونون على استعداد لقبول أجور أقل من تلك التي يتقاضاها العمال في الشركات الرأسمالية. خلصت دراسة شملت جميع الشركات في أوروغواي إلى أنه عند التحكم في بعض المتغيرات كالصناعة وحجم الشركة والجنس والعمر والملكية، يكسب العمال العاملون في شركة يديرها العمال أجورًا أعلى بنسبة 3% مقارنة بمثلهم من العمال العاملين في الشركات التقليدية. مع ذلك، قد ينخفض قسط الأجور على نحو كبير تزامنًا مع ارتفاع الأجور ما ينعكس سلبًا على أصحاب الدخل المرتفع. وفقًا لبحث أجرته فيرجيني بيروتين، والذي نظر في بيانات دولية لفترة عقدين من الزمن، فإن توجه القطاع إلى مزيد من مرونة الأجور واستقرار التوظيف يساهم في تفسير سبب ملاحظة بعض الأبحاث ارتفاع الأجور والبعض الآخر انخفاضها في تعاونيات العمال مقارنة بغيرها من الأعمال التجارية التقليدية. وجدت دراسة أجرتها مؤسسة التعاونية الديمقراطية أنه في الولايات المتحدة، يمكن لتعاونيات العمال زيادة دخل العمال بنسبة 70% إلى 80%.